# Christophe Najdovski
Christophe Najdovski, né le 9 août 1969 à Paris, est un homme politique français, ancien membre d'Europe Écologie Les Verts, devenu proche du Parti socialiste. Il est maire adjoint de Paris chargé de la petite enfance de 2008 à 2014, des transports, des déplacements, de la voirie et de l'espace public de 2014 à 2020 et de la végétalisation de l’espace public, des espaces verts, de la biodiversité et de la condition animale depuis 2020. Il est de 2018 à 2021 président de la Fédération cycliste européenne.

## Origines et formation
Christophe Najdovski naît dans le 20e arrondissement de Paris, dans une famille immigrée, récemment arrivée de Macédoine, l'année précédant sa naissance. Il grandit porte de Vincennes où sa mère exerce le métier de concierge, tandis que son père est ouvrier spécialisé aux usines Renault de Boulogne-Billancourt.
Il fait des études d'économie et obtient en 1992 un DEA d'économie de l'environnement (son mémoire a pour sujet la gestion des déchets urbains en Seine-et-Marne). Il passe ensuite un CAPES de sciences économiques et sociales qui lui permettra d'enseigner pendant quinze ans en région parisienne, à Vitry-sur-Seine, à Saint-Denis puis à Paris, au lycée Paul Valéry. Jusqu'en 2013, il enseigne les politiques sociales au sein de l’IUT de Bobigny.
Il est de 2018 à 2021 président de la Fédération cycliste européenne, considérée comme le lobby européen du vélo à Bruxelles.

## Engagement politique
Christophe Najdovski découvre l'écologie au cours de ses études supérieures, au contact de son professeur René Passet et s'intéresse à cette époque à la lutte contre l'apartheid en Afrique du Sud ou aux activités militantes de Vaclav Havel et Chico Mendes.
Il rejoint la formation politique Les Verts en 1993 au moment où celle-ci choisit de s'ancrer à gauche. Il a dès lors une activité de militant local.
Il se présente une première fois aux élections municipales de 1995 dans le 12e arrondissement de Paris (où il réside) en position non éligible. Il est candidat en 1997 aux élections législatives dans la 8e circonscription de Paris.

## Responsabilités municipales

### 2001-2008: conseiller de Paris et d'arrondissement
Tête de liste des verts aux élections municipales dans le 12e arrondissement de Paris, Christophe Najdovski est élu conseiller de Paris en 2001. Âgé de 31 ans, il devient président du groupe des élus Verts en 2001, mais il n'est pas candidat à sa propre succession en 2003, écarté en raison du jeu des courants au sein de son groupe, certains de ses collègues lui reprochant son manque de charisme et de pugnacité vis-à-vis du Parti socialiste. Il devient vice-président du groupe en 2005 et conserve ces fonctions jusqu'aux élections municipales de 2008. 
Il exerce également dans le 12e arrondissement les fonctions de délégué aux transports et aux déplacements, fonctions dans le cadre desquelles il crée notamment deux « quartiers verts » et s'engage en faveur de nouvelles pistes cyclables et de doubles sens cyclable dans l’arrondissement.

### 2008-2014: adjoint chargé de la petite enfance
Réélu en 2008, Christophe Najdovski devient alors maire-adjoint de Paris, chargé de la petite enfance. Outre la création de 4 500 nouvelles places en crèches,, il œuvre à l’interdiction des biberons contenant du bisphénol A dans les crèches et haltes-garderies municipales, et développe une démarche d'intégration des exigences environnementales pour la construction et le fonctionnement des crèches. En 2011, il rédige l'avant-propos de l'ouvrage collectif intitulé On ne lit pas tout seul : lecture et petite enfance,.
Il est également conseiller du 12e arrondissement de Paris, délégué aux jardins partagés et représente la mairie de Paris au sein du conseil d’administration de la Société de gérance d’immeubles municipaux (SGIM),.
Lors des élections législatives françaises de 2012, il est le candidat Europe Écologie Les Verts de la 8e circonscription de Paris et recueille 5,31 % des suffrages exprimés.

### 2014-2020: candidat à la mairie de Paris et adjoint chargé des transports
Bien que peu connu du grand public, Christophe Najdovski est choisi le 8 juin 2013 par les militants parisiens de son parti pour conduire la liste EELV aux élections municipales de 2014. Discret, refusant d'être un « cogneur » mais aussi considéré comme un « bosseur » capable de faire valoir un certain réalisme écologique, il serait un candidat choisi « par défaut » au sein d'un groupe d'élus écologistes divisés,. Sa liste arrive en troisième position au premier tour, avec 8,86 % des suffrages exprimés, derrière la liste menée par la socialiste Anne Hidalgo et la liste UMP de Nathalie Kosciusko-Morizet. Les listes socialistes et écologistes fusionnent entre les deux tours et emportent le scrutin. 
Christophe Najdovski devient alors adjoint chargé des transports, des déplacements, de la voirie et de l'espace public. À ce poste, il porte un plan de lutte contre la pollution liée au trafic routier qui s'appuie sur la restriction de la circulation des véhicules, notamment les plus anciens et sur la réduction de la vitesse dans le centre de Paris et sur le boulevard périphérique. Pour mener à bien ce plan, il souhaite se concerter avec les communes voisines et la région ainsi qu'avec les professionnels du transport et du commerce. Il mène également un plan vélo adopté au Conseil de Paris le 14 avril 2015, doté d’un budget de 150 millions d’euros, et prend part au projet de piétonnisation des berges de Seine, rive droite. Il pilote l'organisation d'une Journée sans voiture, le 27 septembre 2015, sur proposition d'un collectif citoyen. La restriction de circulation pour les deux-roues datant d'avant 2000 est dénoncée par la Fédération française des motards en colère qui reproche une « écologie punitive ».
Il soutient Yannick Jadot pour la primaire présidentielle écologiste de 2016.
En octobre 2019, il fait partie des quatre élus « exclus » (David Belliard parle alors de « clarification ») du groupe écologiste au Conseil de Paris, avec Célia Blauel, Bernard Jomier, et Aurélie Solans. Le parti leur reproche alors leur volonté de soutenir Anne Hidalgo dès le premier tour des élections municipales 2020. Depuis cette prise de distance, son appartenance ou non à EELV (devenu Les Écologistes en 2023) semble incertaine, la plupart des médias ne le mentionnant plus comme affilié au parti, quand d'autres continuent de le faire.
La liste EELV réalisera finalement 10,79% des voix, avant de rejoindre celle d'Hidalgo pour le second tour, cette dernière remportant l'élection. À la suite de cette victoire, Christophe Najdovski est nommé adjoint à la végétalisation de l’espace public, des espaces verts, de la biodiversité et de la condition animale, et siège au sein du PEC, le groupe socialiste au Conseil de Paris, comme divers écologistes pour le 13e arrondissement.

### 2020: adjoint chargé de la végétalisation de l’espace public, des espaces verts, de la biodiversité et de la condition animale[31]
Il est nommé Président du Conseil d'Administration de l'Apur le 30 septembre 2020.
Le 30 novembre 2024, une enquête de la cellule investigation de Radio France met en avant plusieurs témoignages faisant état d'un « climat sexiste » et de « propos misogynes ou homophobes » au sein de l'école d'horticulture du Breuil, dont Christophe Najdovski est le président du Conseil d’administration. Il déclare alors : « nous sommes en train de tourner la page d'un fonctionnement en vase clos, qui produisait malheureusement certains effets délétères, dont ces comportements avec violences sexistes ou sexuelles. Ces difficultés sont, je pense, derrière nous ».
À la suite de la consultation citoyenne du 23 mars 2025 sur la végétalisation et à la piétonnisation de 500 nouvelles rues parisiennes, où le « pour » l'a emporté à 65,96%, Christophe Najdovski déclare à l'AFP que « ce vote nous conforte dans la volonté de continuer à partager l'espace public en faveur des piétons ». Auprès de France info, il soutient que « le résultat est clair et net » en dépit du faible taux de participation (4,06%), et qu'« il y a une envie de participation citoyenne qui s'est exprimée malgré tout », justifiant ce chiffre par « un contexte très fortement marqué par les questions nationales ou internationales où les questions locales sont moins sur le devant de la scène, [et] pour autant, il y a quand même des Parisiens qui sont allés voter ». Il explique que la diminution de places de stationnement, conséquence de la piétonnisation, « sera de l'ordre de 10% du total des places », et affirme vouloir « poursuivre et même amplifier ces mesures ».